# Coronium (chi ốc biển)
Coronium là một chi ốc biển, là động vật thân mềm chân bụng sống ở biển thuộc họ Muricidae, họ ốc gai.

## Các loài
Các loài thuộc chi Coronium bao gồm:
- Coronium acanthodes (Watson, 1882)[2]
- Coronium coronatum (Penna-Neme & Leme, 1978)[3]
- Coronium elegans Simone, 1996[4]
- Coronium oblongum Simone, 1996[5]
- Coronium wilhelminensis (Ramirez Bohme, 1981)[6]